# Antonia Terzi
Antonia Terzi (Mirandola, 29 aprile 1971 – Regno Unito, 26 ottobre 2021) è stata un'ingegnera italiana.
Specializzata in aerodinamica, ha lavorato per le scuderie Ferrari e Williams, dove fu la prima progettista donna protagonista ai box della Formula 1. È ricordata per la Williams FW26 (2004), di cui fu ideatrice del caratteristico "muso a tricheco".

## Biografia

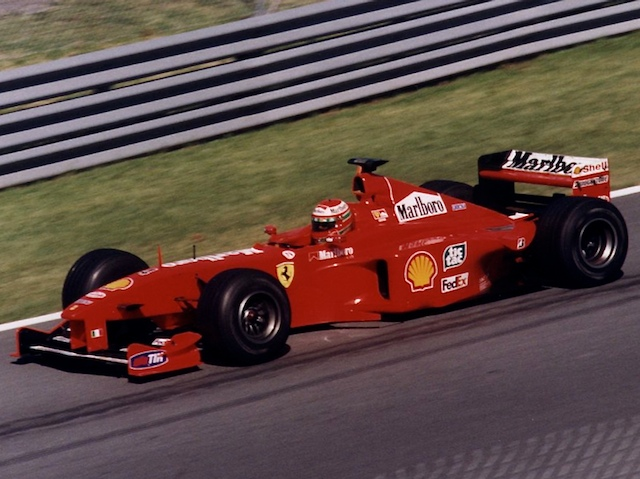
La Ferrari F399 progettata dal team di Rory Byrne, vincitrice del titolo costruttori nella stagione

Originaria di San Felice sul Panaro, si diplomò al liceo scientifico Morando Morandi di Finale Emilia e nel 1996 si laureò presso la facoltà di ingegneria dell'Università di Modena.
Ha iniziato a lavorare in Formula 1 alla Ferrari come aerodinamica e dal 1999 al 2001 fece parte del gruppo di progettisti facenti capo a Rory Byrne, che realizzò monoposto di successo come la Ferrari F399 (che con Michael Schumacher, Eddie Irvine e Mika Salo riuscì a conquistare il campionato costruttori) e la Ferrari F1-2000 con cui Schumacher riportò a Maranello la vittoria del titolo piloti dopo 21 anni. La doppietta dei titoli piloti-costruttori fu confermata anche con la successiva Ferrari F2001.

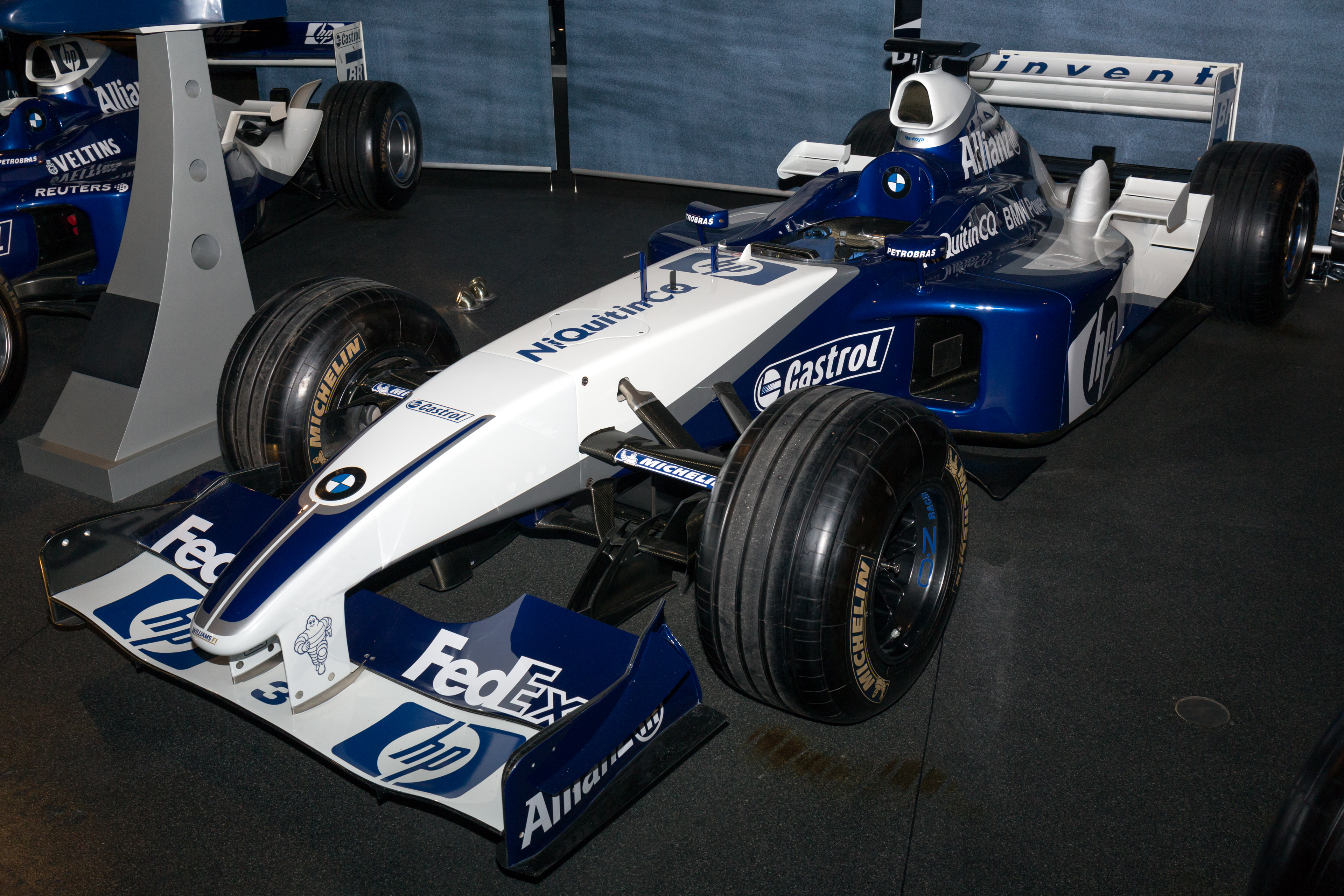
La Williams FW25 progettata da Antonia Terzi, protagonista della buona stagione

Nel 2002 venne ingaggiata dalla Williams, dove le fu affidato il ruolo di capo aerodinamico, una delle posizioni più importanti nell'organigramma di una squadra di F1. Progettò la competitiva monoposto FW25 che nel campionato 2003 ottenne quattro vittorie, comprese due doppiette, e il secondo posto nella classifica costruttori.
Incaricata, sotto la responsabilità del direttore tecnico Patrick Head e del capo progettista Gavin Fisher, di occuparsi delle linee delle monoposto della scuderia di Grove, divenne molto conosciuta nel campionato 2004 grazie alla FW26, rapidamente soprannominata "il tricheco" per la sua particolare e per certi versi rivoluzionaria caratteristica aerodinamica: la monoposto spinse all'estremo il concetto di "doppia chiglia" (i punti di attacco delle sospensioni anteriori), con un muso anteriore insolitamente grande e corto, raccordato direttamente all'alettone anteriore, per ottimizzare la circolazione dell'aria sotto la vettura.

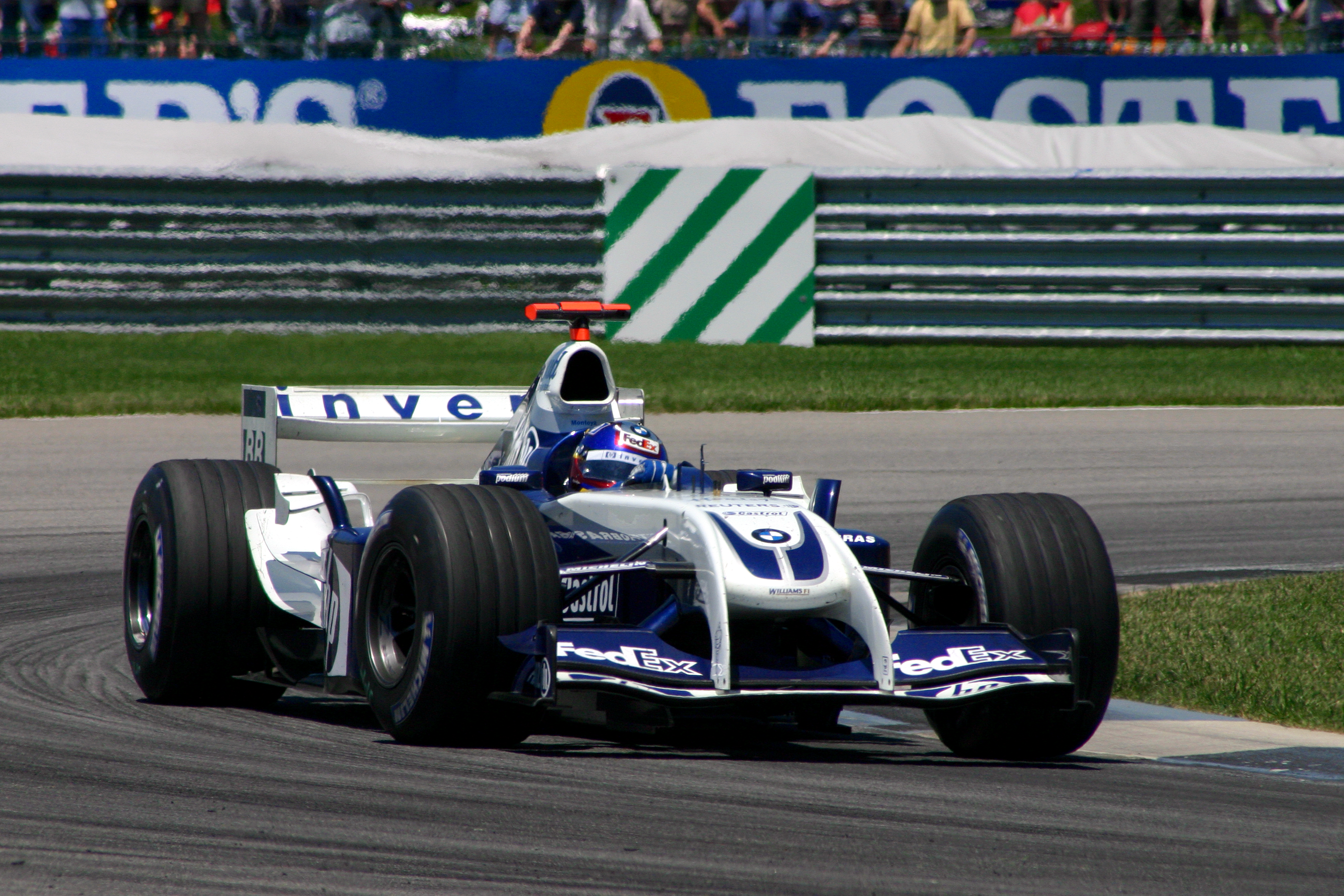
La Williams FW26 detta "il tricheco", la monoposto che ha reso celebre Terzi

Dopo i test invernali incoraggianti e il secondo posto di Juan Pablo Montoya al Gran Premio della Malesia, tuttavia, la FW26 mostrò parecchi limiti, causati anche dal musetto a tricheco che poneva problemi con la distribuzione delle masse. Durante l'estate, Terzi rivide il suo progetto e, senza abbandonare il concetto di doppia chiglia, disegnò un anteriore più classico: anche a seguito di questo cambiamento, Montoya riuscì a vincere l'ultima gara della stagione in Brasile. Nonostante ciò, il bilancio della FW26 fu sostanzialmente negativo e Terzi venne individuata quale responsabile principale della deludente stagione sportiva; per tale motivo, alla fine del campionato venne sostituita dal francese Loïc Bigois e, dopo essersi licenziata dalla Williams nel novembre 2004, abbandonò la Formula 1.

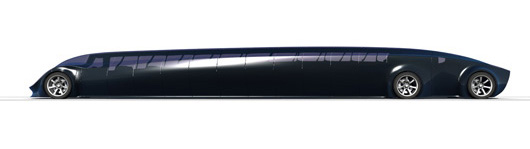
Il progetto Superbus (2011)

Dopo una breve collaborazione con la Dallara, in seguito ha lavorato presso la facoltà di ingegneria aerospaziale dell'Università tecnica di Delft, dove nel 2011 ha progettato, insieme all'ex astronauta Wubbo Ockels e all'ingegnere aerospaziale Joris Melkert, il Superbus, un autoveicolo in fibra di carbonio e trazione full electric con 23 posti e apertura delle porte ad "ali di gabbiano".
Dal 2014 al 2019 ha diretto il reparto aerodinamico presso Bentley. Nel 2020 è diventata professoressa ordinaria all'Università Nazionale Australiana di Canberra.
Il 26 ottobre 2021 è morta in un incidente stradale in Inghilterra.